# بيتر بالتشيك
بيتر بالتشيك (مواليد 4 يناير 1992) هو لاعب جودو إسرائيلي، فاز بالميدالية البرونزية في منافسات الفرق في أولمبياد 2020.